# Maison forte de Villon
La Maison forte de Villon est une ancienne maison forte du XIVe siècle, centre de la seigneurie de Villion qui se dresse sur la commune de Villeneuve dans le département de l'Ain en région Auvergne-Rhône-Alpes.
La maison forte fait l’objet d’un classement au titre des monuments historiques par arrêté du 16 octobre 1992.

## Situation
La maison forte de Villon est située dans le département français de l'Ain sur la commune de Villeneuve, à environ 5 kilomètres au nord du bourg, face à un étang.

## Histoire
Olim Vilion, Villon.
La seigneurie avec château fort est à l'origine la possession des gentilshommes qui en portaient le nom. De leur famille étaient Arthaud de Villion, vivant en 1150, Gui de Villion, chevalier, en 1263-1274, Étienne, en 1295, etc.
En 1490, cette seigneurie appartient à Guillaume de Lyareins ou Glareins, et, en 1530, à Jeanne de la Teyssonnière, veuve de Pierre de Saint-Trivier, chevalier.
Philibert de la Teyssonnière, écuyer, seigneur de Villion après Jeanne de la Teyssonnière, ne laissa qu'une fille, mariée à Louis de la Baume, comte de Saint-Amour, qui la vend à Jean Godon, seigneur de Graveins (Villeneuve), premier président au parlement de Dombes.
Anne de Godon, fille unique de Jean, épouse Philibert de Naturel, écuyer. Claude et Nicolas de Naturel, ses fils, l’aliènent à Claude Valeton, échevin de Lyon, père de Jeanne Valeton, mariée en deuxièmes noces à Guillaume de Sabran, écuyer. Le 30 mai 1606, Villion échoit, par adjudication, à Louis Austrein, père d'autre Louis Austrein, conseiller au parlement de Dombes, dont la fille unique, Marguerite, le porte en mariage à Claude-Charles d'Apchon.
Villion fut, dans la suite, uni à la baronnie de Fléchères (Fareins). Pierre de Sève, baron de Fléchères, le donne en dot, le 17 juin 1737, à Gabrielle de Sève, sa fille, en la mariant à Marc-Joseph Pourroy de Lauberivière de Quinsonnas, dont la famille en jouissait encore en 1789.
Le château de Villion a été pris d'assaut, en 1378, par le comte Amédée VII de Savoie. Au XVIIe siècle existait encore, dans son enceinte, une chapelle dotée d'une rente de 50 livres, à la charge de 3 messes acquittées par le curé d'Agnereins, qui était alors celui de la paroisse dont Villion dépendait.

## Description

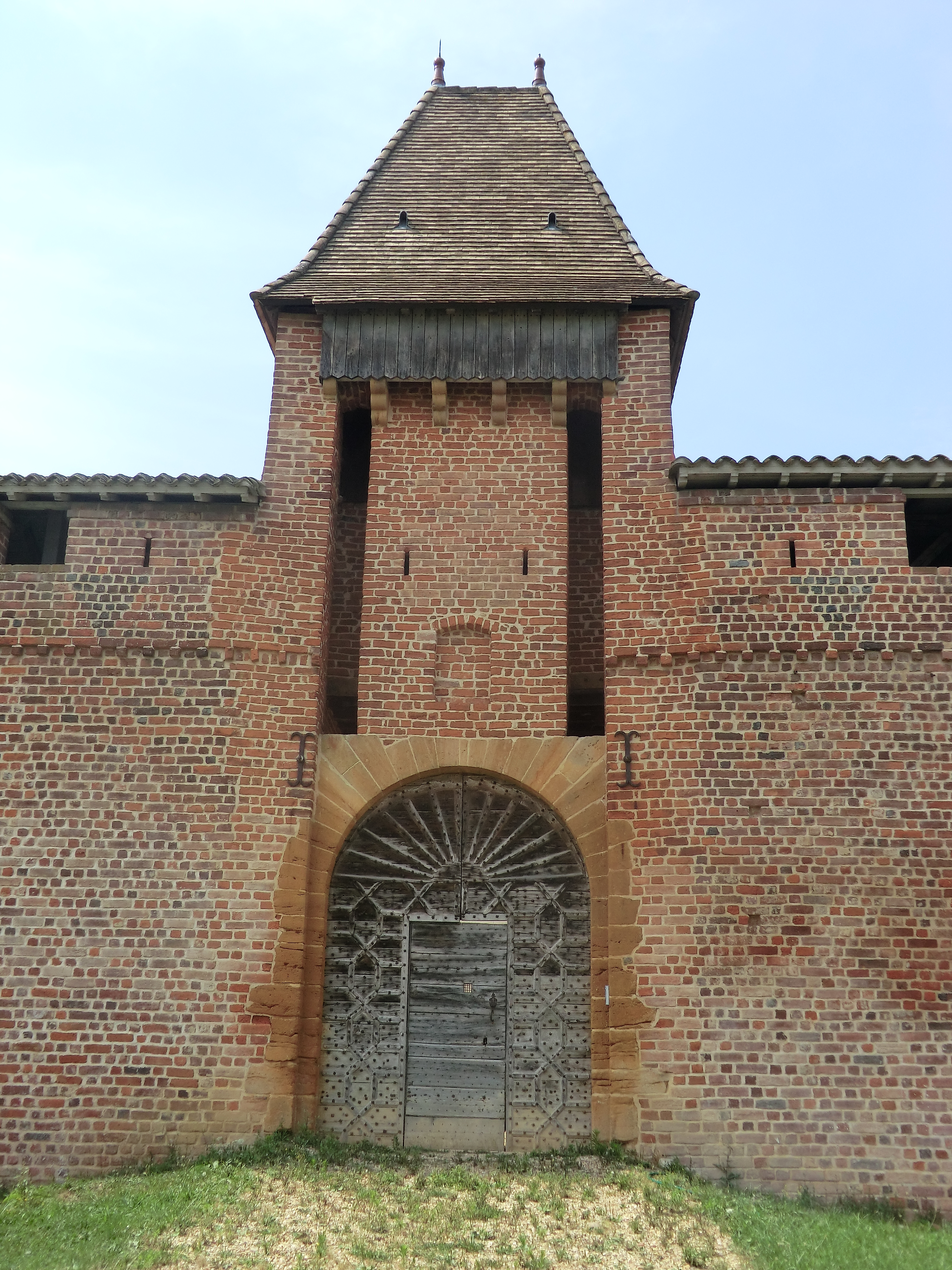
Entrée de la maison forte.
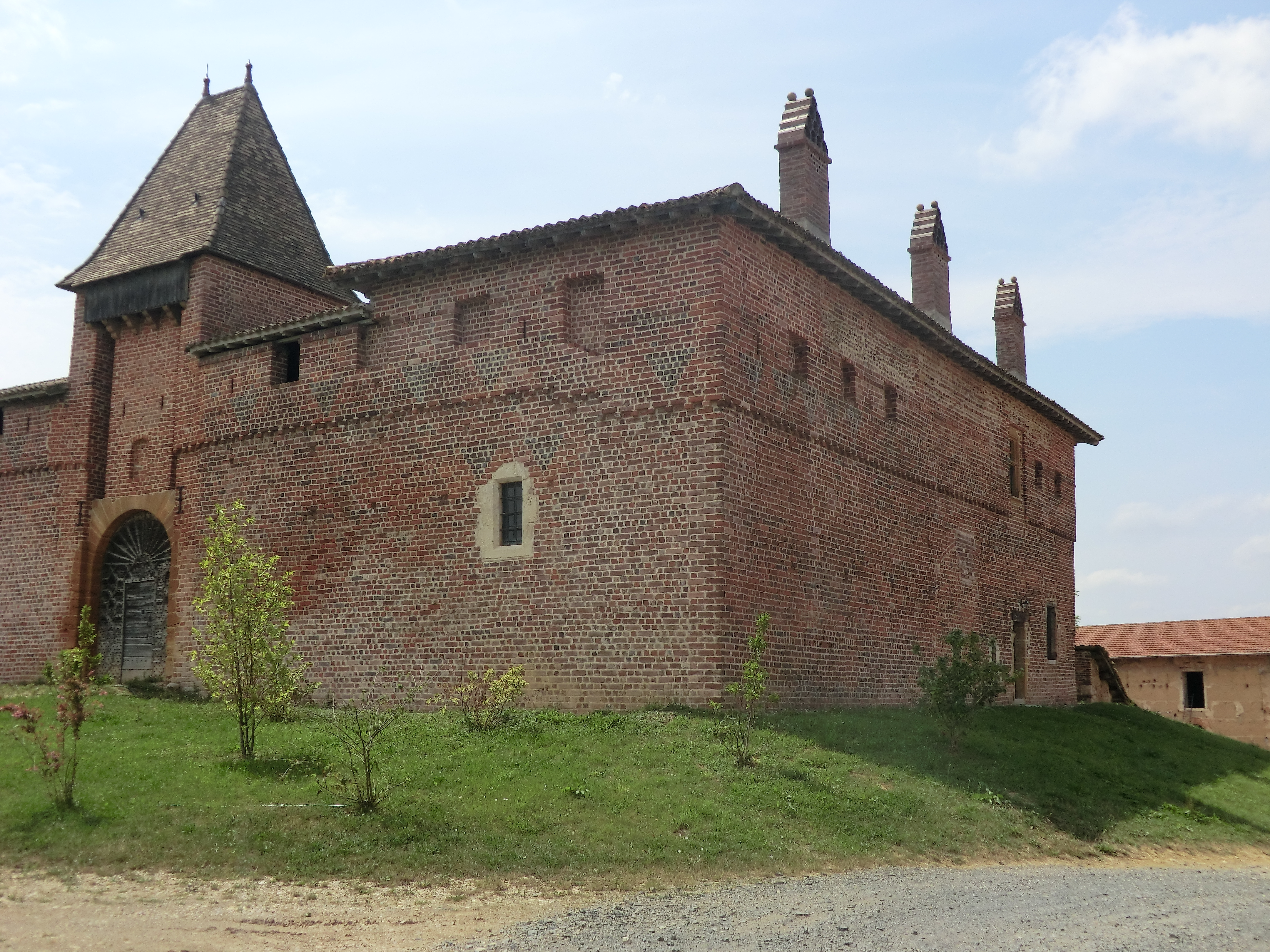
Autre vue de la maison forte.
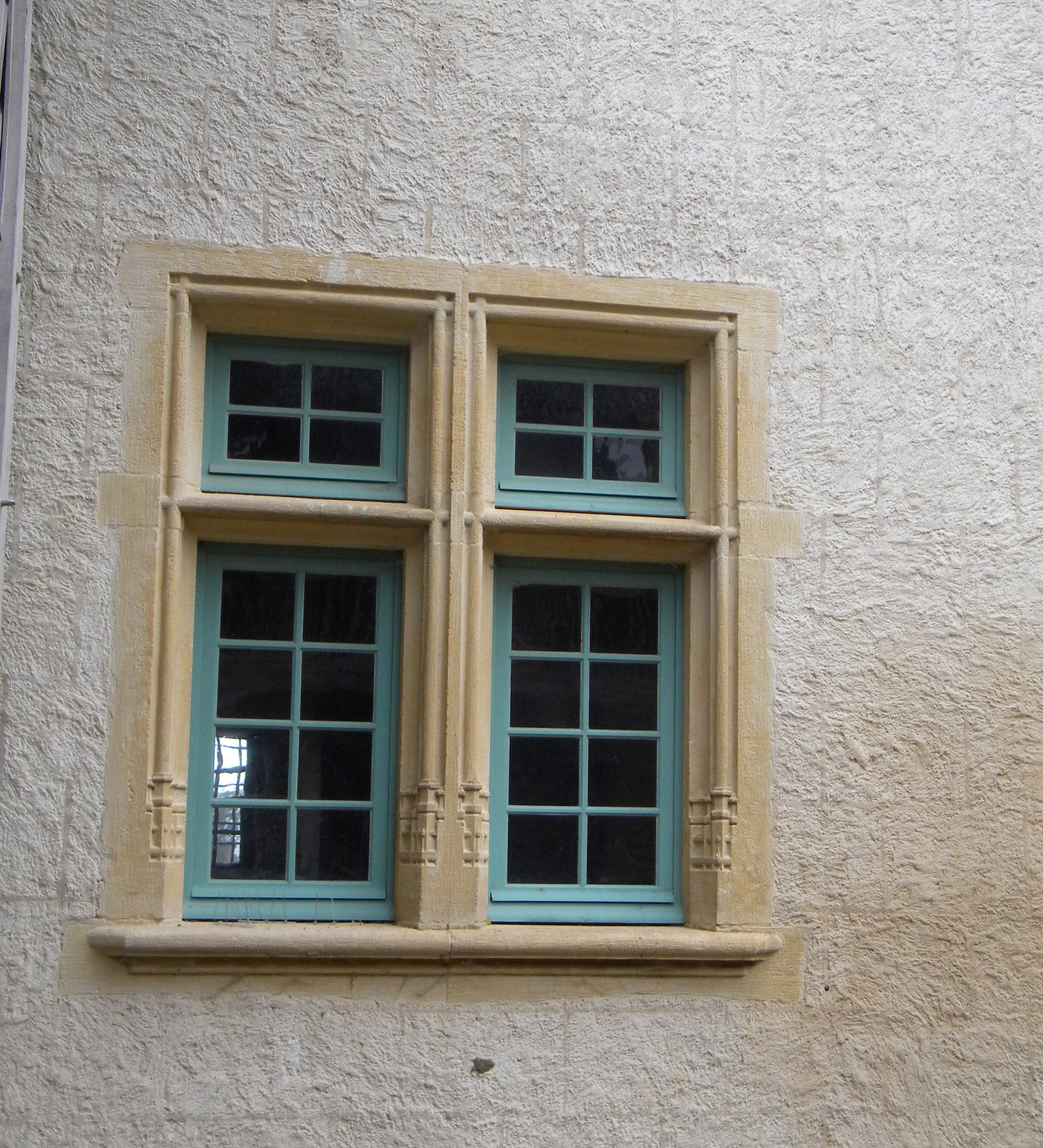
Fenêtre donnant sur la cour intérieure.
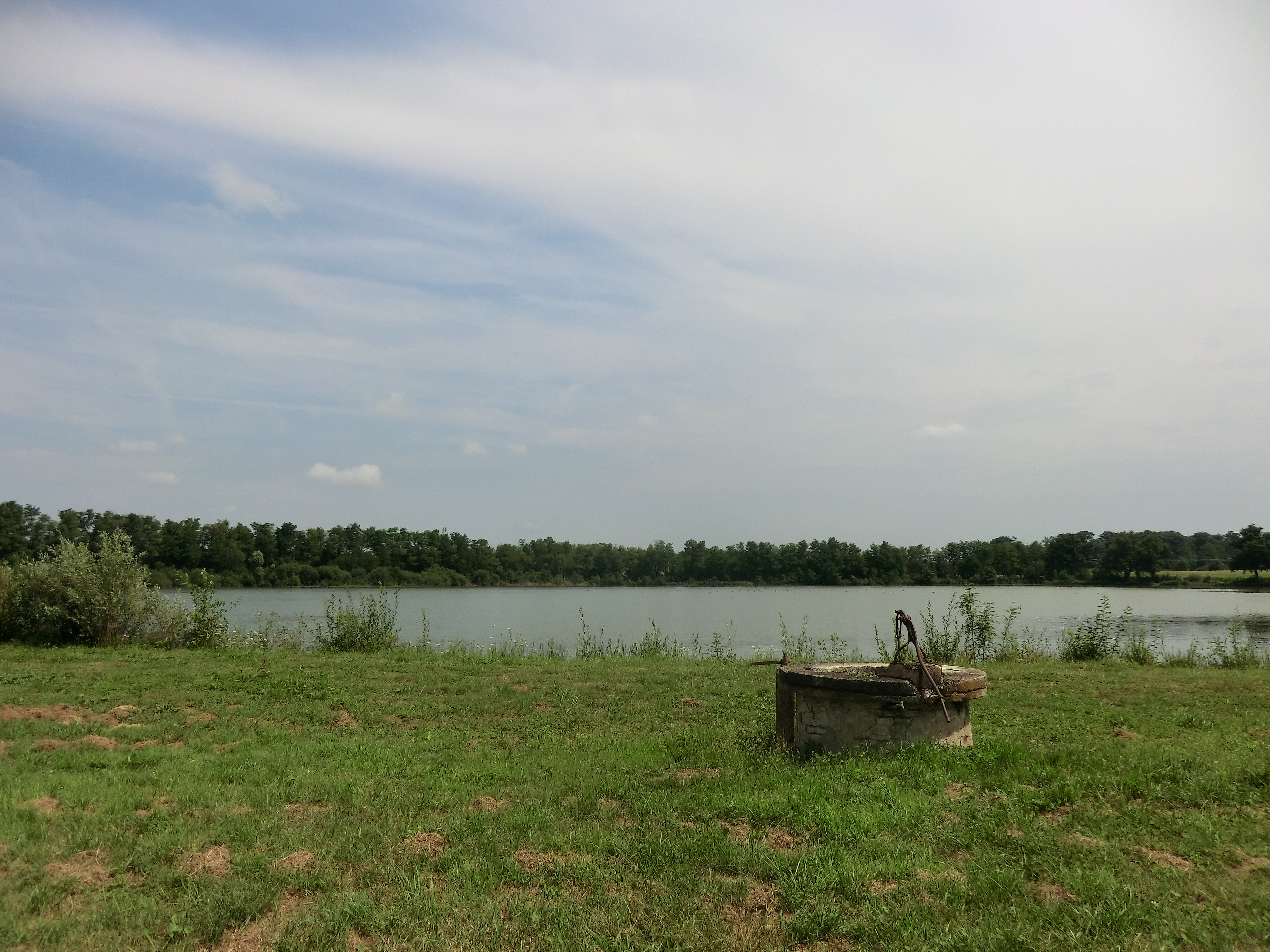
Vue de l'étang depuis la maison forte.